# Station Osakajo-kitazume
Station Osakajō-Kitazume (大阪城北詰駅,  Ōsakajō-kitazume-eki) is een treinstation in de wijk Miyakojima-ku in Osaka, Japan. Het wordt aangedaan door de JR Tozai-lijn. Het station is een van de vele stations rondom het kasteel van Osaka en het kasteelpark; het bevindt zich ten noorden hiervan.

## Treindienst

### JR West
| 1 | ■ JR Tōzai-lijn | richting Kita-Shinchi en Amagasaki |
| 2 | ■ JR Tōzai-lijn | richting Kyōbashi                  |

## Geschiedenis
Het station werd in 1997 geopend.

## Stationsomgeving
- Station Osaka Business Park voor de Nagahori Tsurumi-ryokuchi-lijn
- Kasteel Osaka
- Sakuranomiya-park
- Fujita kunstmuseum
- Japanse Muntfabriek Osaka
- Kōnan

(Gakkentoshi-lijn<<) · Kyobashi ·  Osakajō-kitazume · Osaka-Temmangu · Kita-Shinchi · Shin-Fukushima · Ebie · Mitejima · Kashima · Amagasaki · (>>JR Kobe-lijn- Fukuchiyama-lijn)